# میموزین
میموزین (به انگلیسی: Mimosine) یک ترکیب شیمیایی با شناسه پاب‌کم ۳۸۶۲ است. 